# Pierre Helderman
Pieter Cornelis (Pierre) Helderman (Den Haag, 7 januari 1895 - aldaar, 19 april 1944) was een Nederlandse verzetsstrijder in de Tweede Wereldoorlog.

## Levensloop
Helderman groeide op in den Haag. Hij woonde tien jaar in Frankrijk als handelsvertegenwoordiger. Helderman trouwde in 1918 met Ida Geertrui van Nifterink (1896-1933). Hun huwelijk strandde in 1929. Een half jaar later hertrouwde hij in Parijs met Thérèse Lydie Jeanne Meillon (1901-1988).
In de jaren dertig keerde Helderman met zijn Franse vrouw weer terug naar Nederland en haalde een lesbevoegdheid voor het middelbaar onderwijs om Frans en Engels te onderwijzen. In 1940 kreeg hij een aanstelling als Frans docent op de mulo in Wageningen. Samen met zijn vrouw betrok hij een woning aan de Rijksstraatweg 69.
Helderman raakte betrokken bij de verzetskrant Het Parool. Hij bood onderdak aan meerdere onderduikers, waaronder Parool-oprichter Jaap Nunes Vaz. Deze werd in oktober 1942 gearresteerd en overleed vijf maanden later in Sobibór. 
In een illegaal distributiecentrum in de Amsterdamse Peperstraat ontstond in december 1943 brand, waarop de brandweer in actie kwam. Dat leidde weer tot een aantal arrestaties van Parool-medewerkers. Tijdens de verhoren viel onder andere de naam van Helderman. Hij werd op 21 januari 1944 thuis in Wageningen gearresteerd. 
Via het huis van bewaring in Arnhem kwam hij in zogeheten Oranjehotel terecht. In maart 1944 werd Jet Roosenburg, met wie Helderman een verhouding had, bij toeval in de cel naast hem geplaatst. Al schreeuwend en via klopsignalen konden zij informatie uitwisselen. Een dag later werd Roosenburg doorgestuurd naar Kamp Haaren. Dit was een van de weinige lichtpuntjes voor Helderman in Scheveningen. Bij de ondervragingen werd hij zwaar mishandeld. Aan zijn verwondingen werd weinig gedaan. Op 1 april 1944 werd hij opgenomen in Ziekenhuis Zuidwal. Ondanks twee bloedtransfusies overleed hij op 19 april 1944.

## Postuum
De naam van Helderman staat genoemd op het Monument voor de gevallenen in Wageningen. Op de Middelbare Handelsschool werd Helderman samen met een aantal oud-leerlingen herdacht met een gedenksteen. Na de sloop van de school in 1970 belandde de steen in de gemeentelijke opslag. Sinds 2007 is de steen ingemetseld in de brug bij het Plantsoen bij de Gevangentoren.